# Rue des Échasses
La rue des Échasses (en alsacien : Stelzegass) est une voie de Strasbourg rattachée administrativement au quartier Centre, qui va de la rue du Dôme au no 3 de la rue des Juifs, après avoir formé un angle droit et reçu l'impasse des Échasses au nord-est.

## Histoire et toponymie

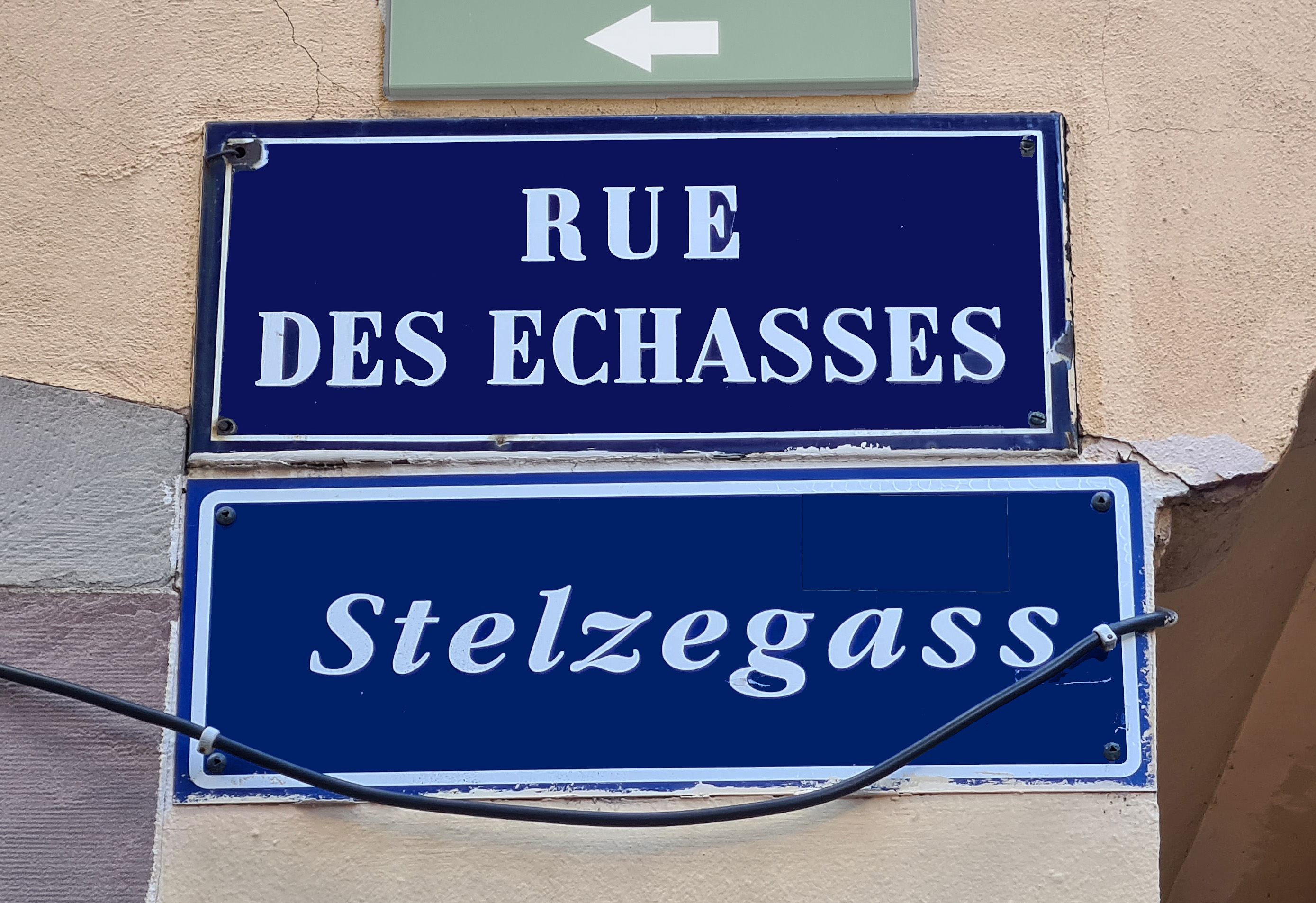
Plaque bilingue, en français et en alsacien.

Au fil des siècles, elle porte successivement les dénominations suivantes, en allemand ou en français : Hern Brunkengesselin (1277), Vicus zu dem Brunken (1278), Brunkengasse (1371), Brunkengesselin (1397), Runkengasse (1513), Stelzengasse (1580), rue des Échasses (1792, 1817, 1918), rue du Cèdre (1794), Stelzen-Gässlein (1817), Stelzengasse (1872, 1940) et, à nouveau, rue des Échasses depuis 1945.
Alors que les premières appellations se rapportent à un ancien propriétaire (Brunck), la rue prend au XVIe siècle le nom de la corporation de l'Échasse (Zunft zur Steltz), une puissante « tribu » d'orfèvres, de relieurs et de cartiers, qui avait son poêle (siège) entre l'actuel no 15 de la rue du Dôme et les actuels nos 2-4 de la rue des Échasses.
À partir de 1995, des plaques de rues bilingues, à la fois en français et en alsacien, sont mises en place par la municipalité lorsque les noms de rue traditionnels étaient encore en usage dans le parler strasbourgeois. Le nom de la rue est ainsi sous-titré Stelzegass.

## Bâtiments remarquables
no 3L'ancien hôtel particulier de la famille de Wangen de Geroldseck est une imposante bâtisse gothique dotée d'un pignon à redents. Elle se prolonge par un bâtiment du XVIIIe siècle dont le portail s'ouvre sur une grande cour intérieure où se trouve une tourelle d'escalier néo-gothique.
Apposée à l'entrée du bâtiment en 2016, une plaque commémore le centenaire de la mort de Charles de Foucauld (1858-1916) qui  passa une partie de sa jeunesse dans ce bâtiment. Il y a grandi auprès de ses grands-parents maternels après la mort de ses parents, survenue alors qu'il n'était âgé que de six ans,,.
Depuis 1903 le bâtiment abrite le foyer Notre-Dame, un lieu d'accueil pour des populations vulnérables, à l'origine les travailleuses originaires du milieu rural, puis la jeunesse, les demandeurs d'asile et les réfugiés.

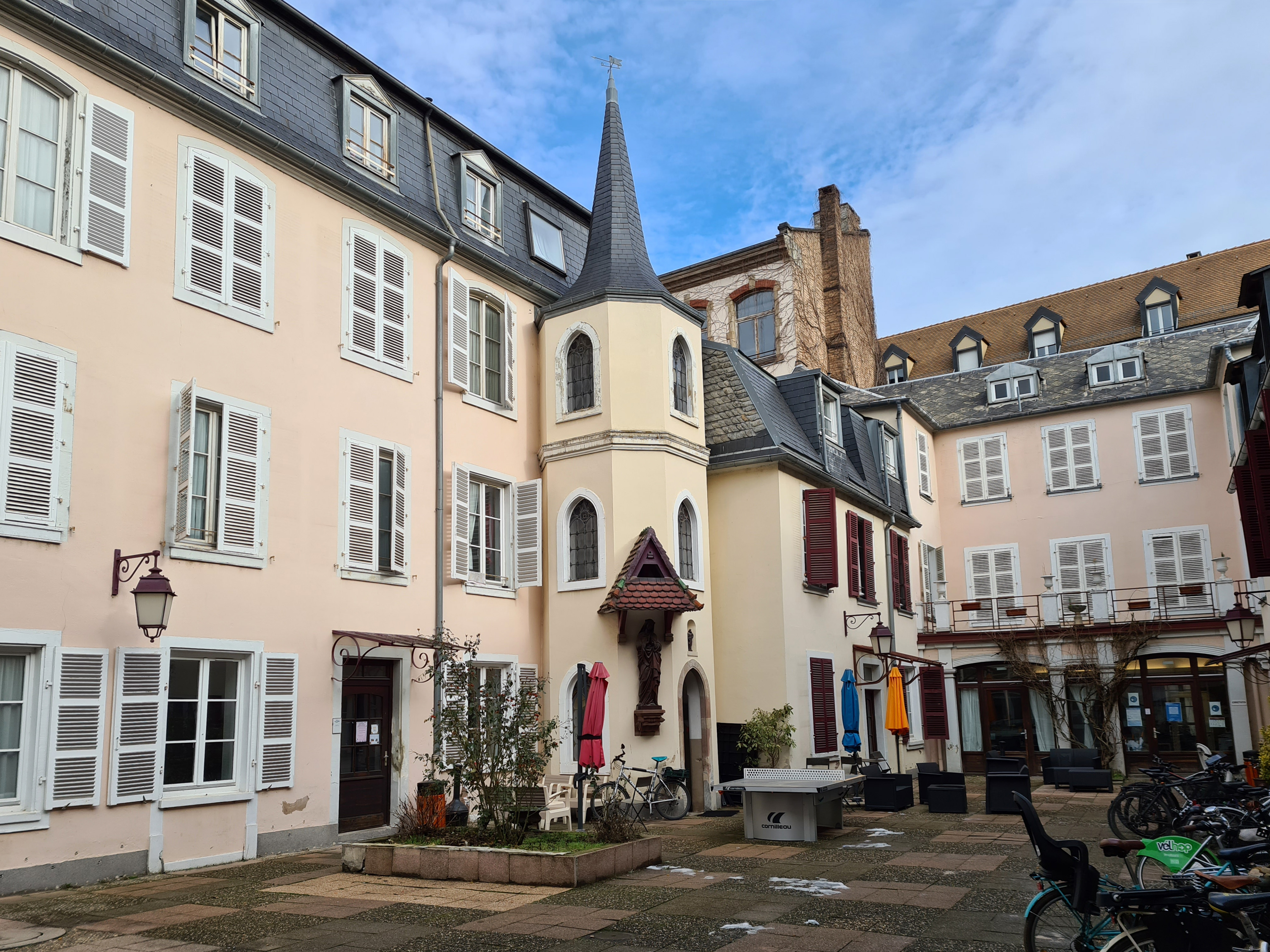
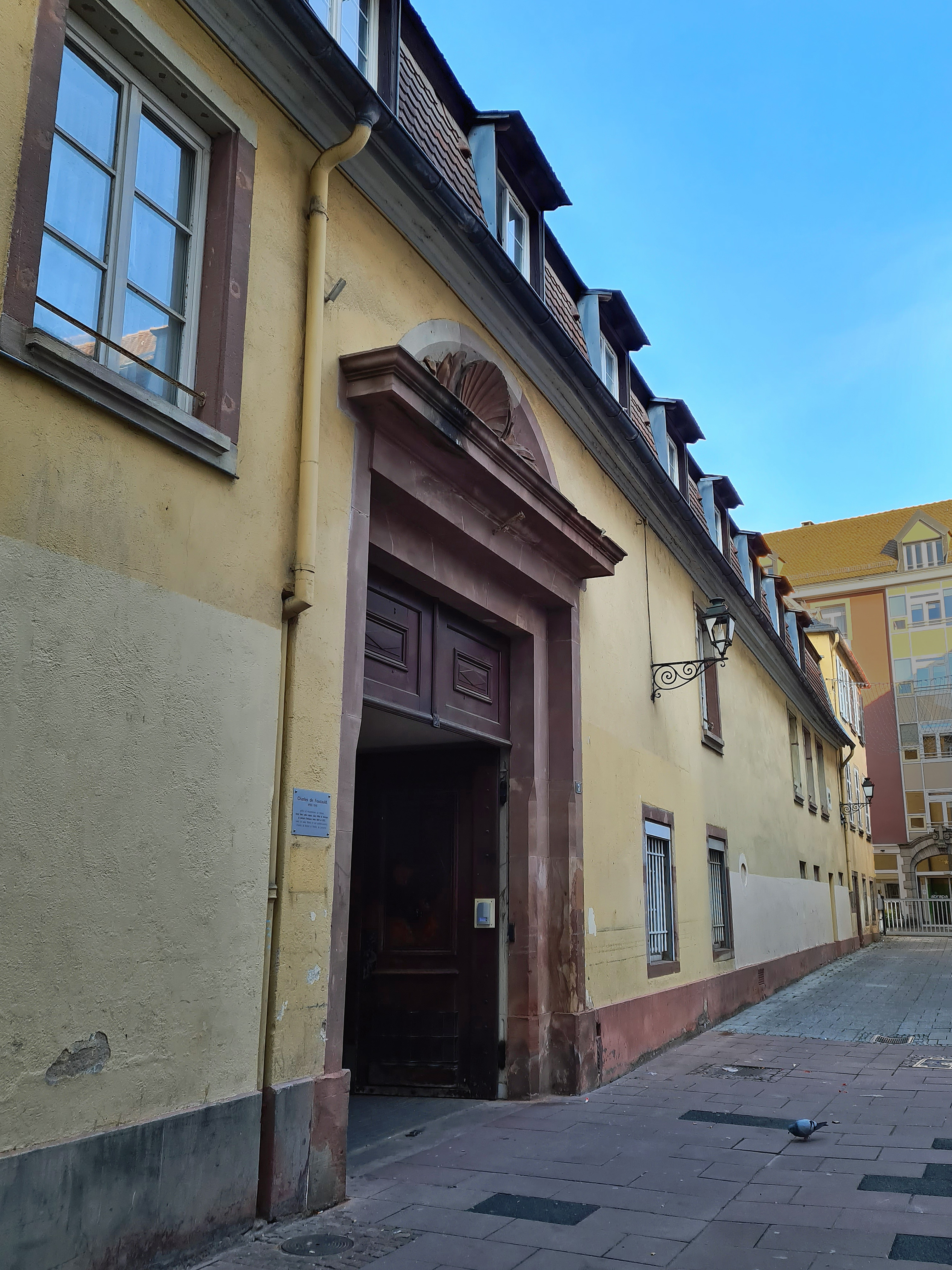
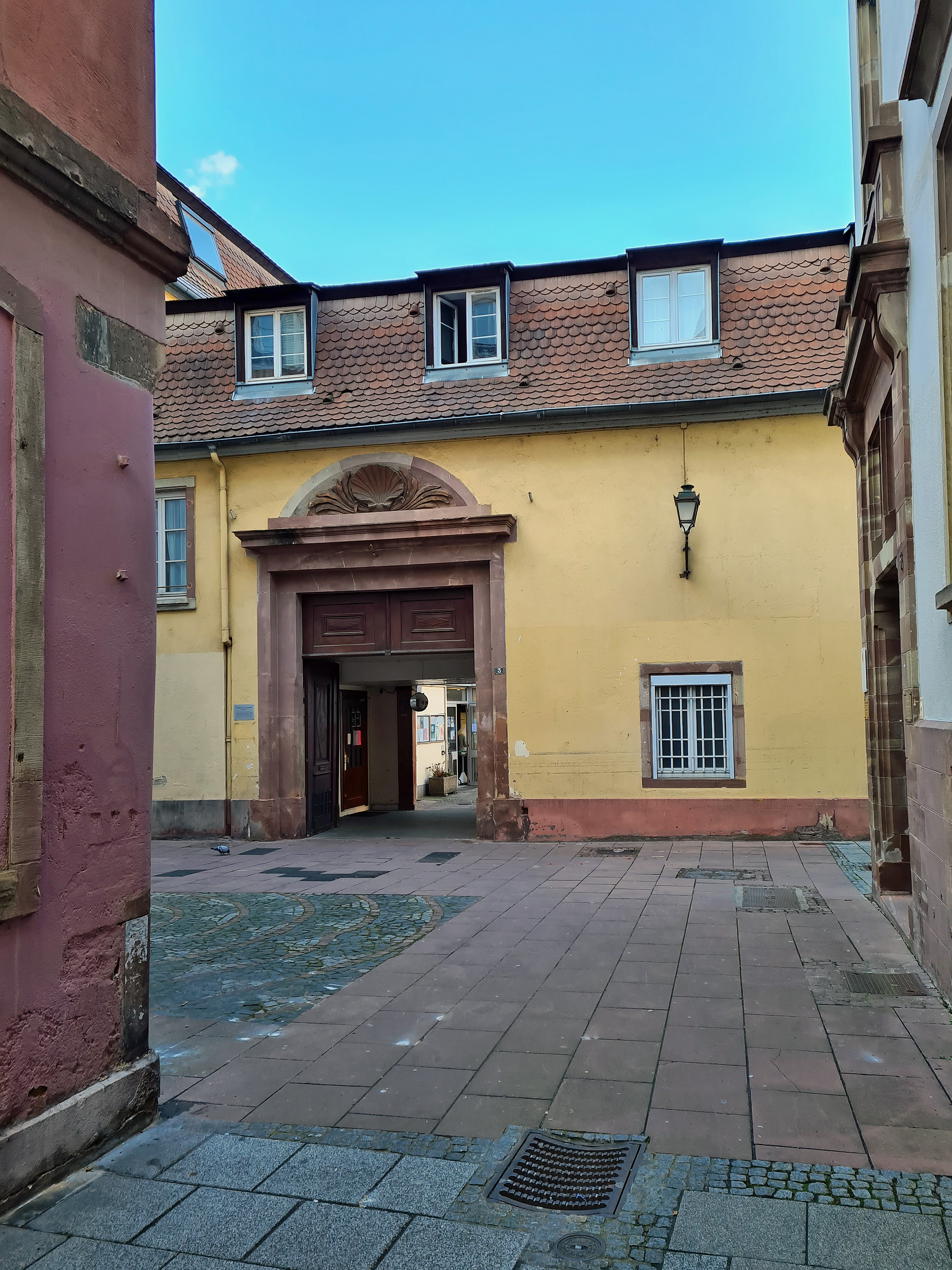

no 5 (ancien no 12)Formant l'angle avec l'impasse des Échasses (no 2), la maison Brunck (ou Zum Bruncken), d'après le nom d'un ancien propriétaire, est attestée au début du XVIIe siècle. Un rapport établi à la fin du siècle mentionne la présence de sept ou huit poêles. La demeure est acquise ensuite par un médecin, puis par plusieurs notaires. Les Sœurs du Très Saint Sauveur de Niederbronn l'achètent à la fin du XIXe siècle, font démolir puis reconstruire le bâtiment d'angle.

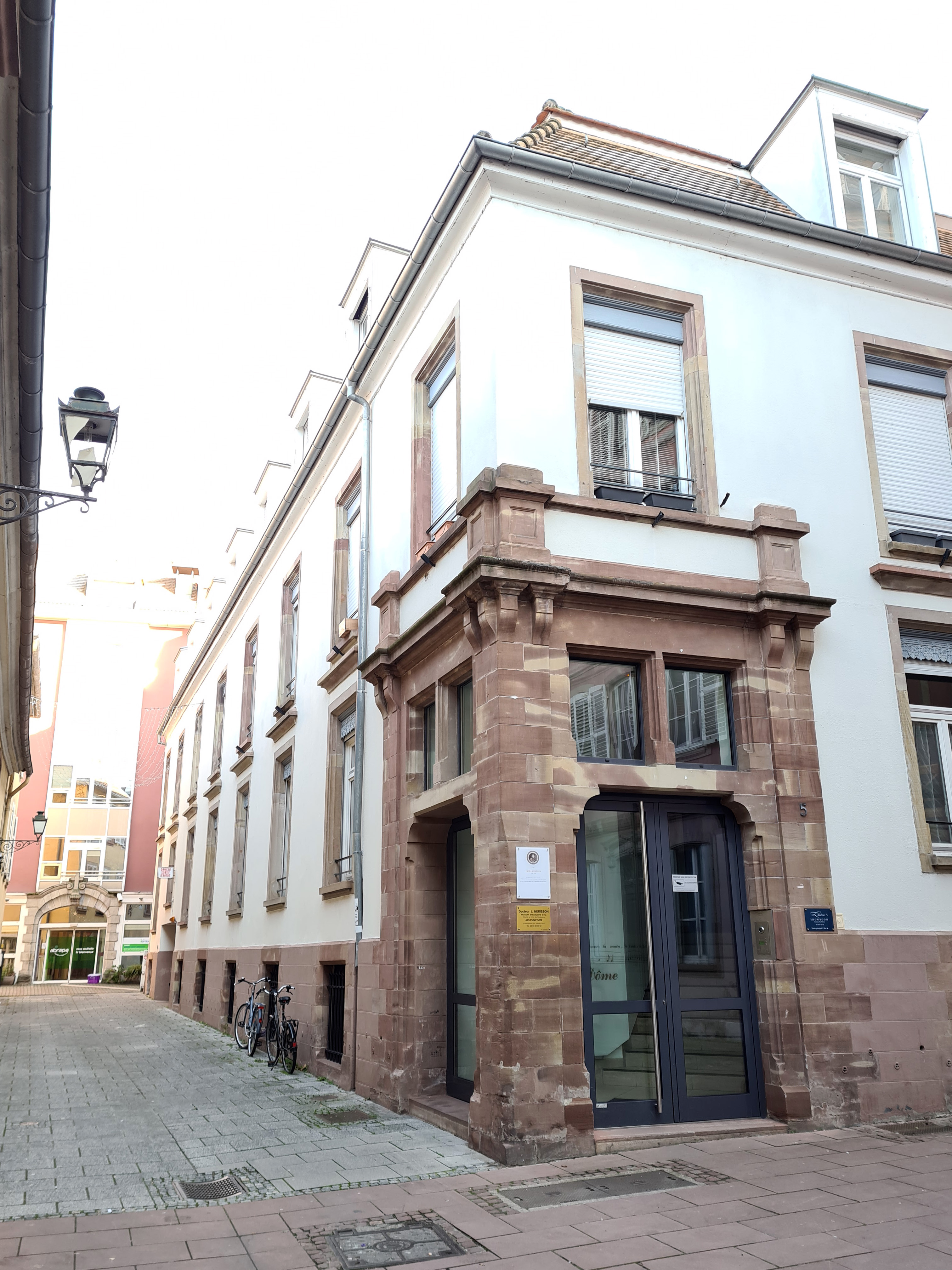
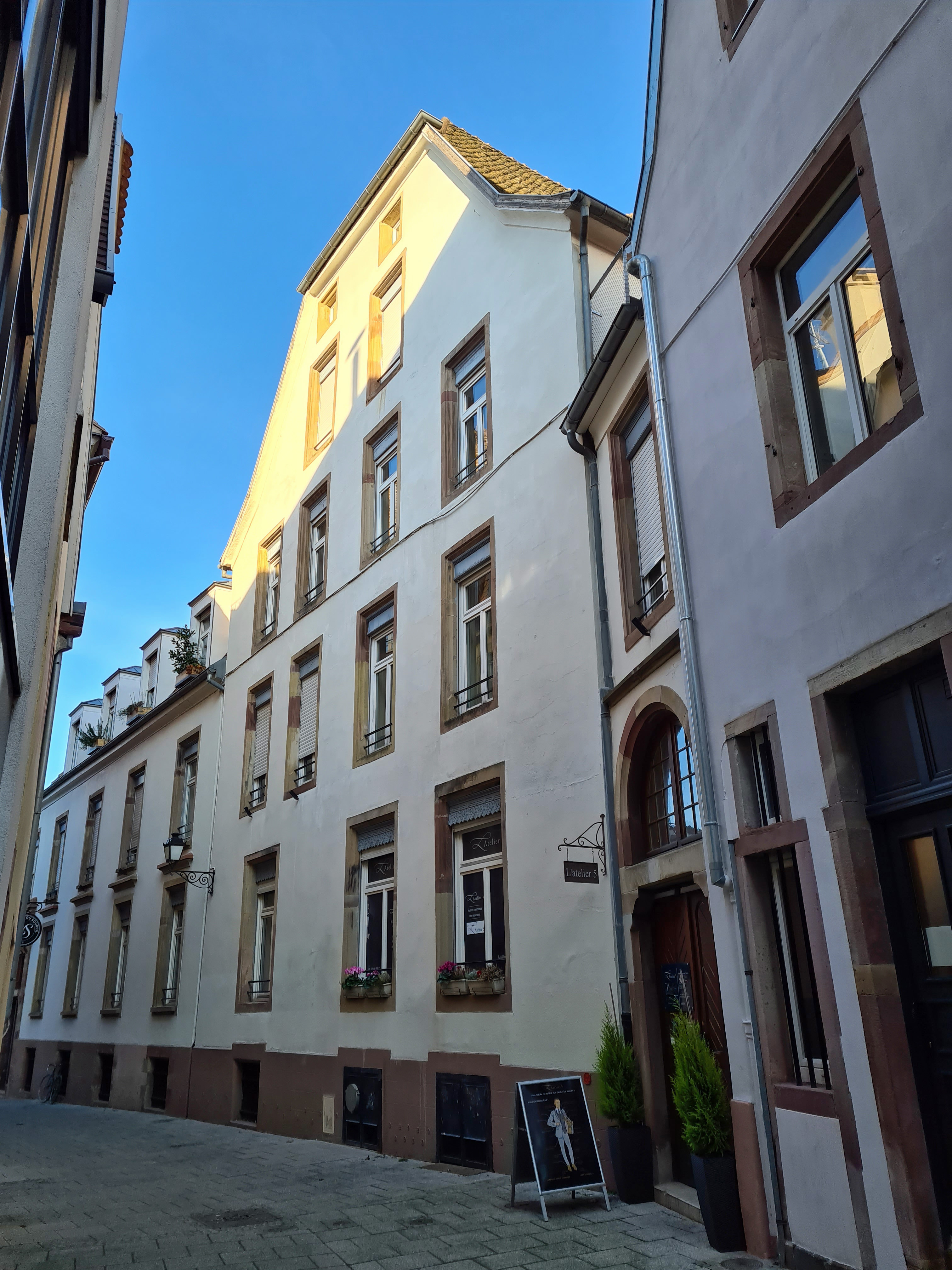
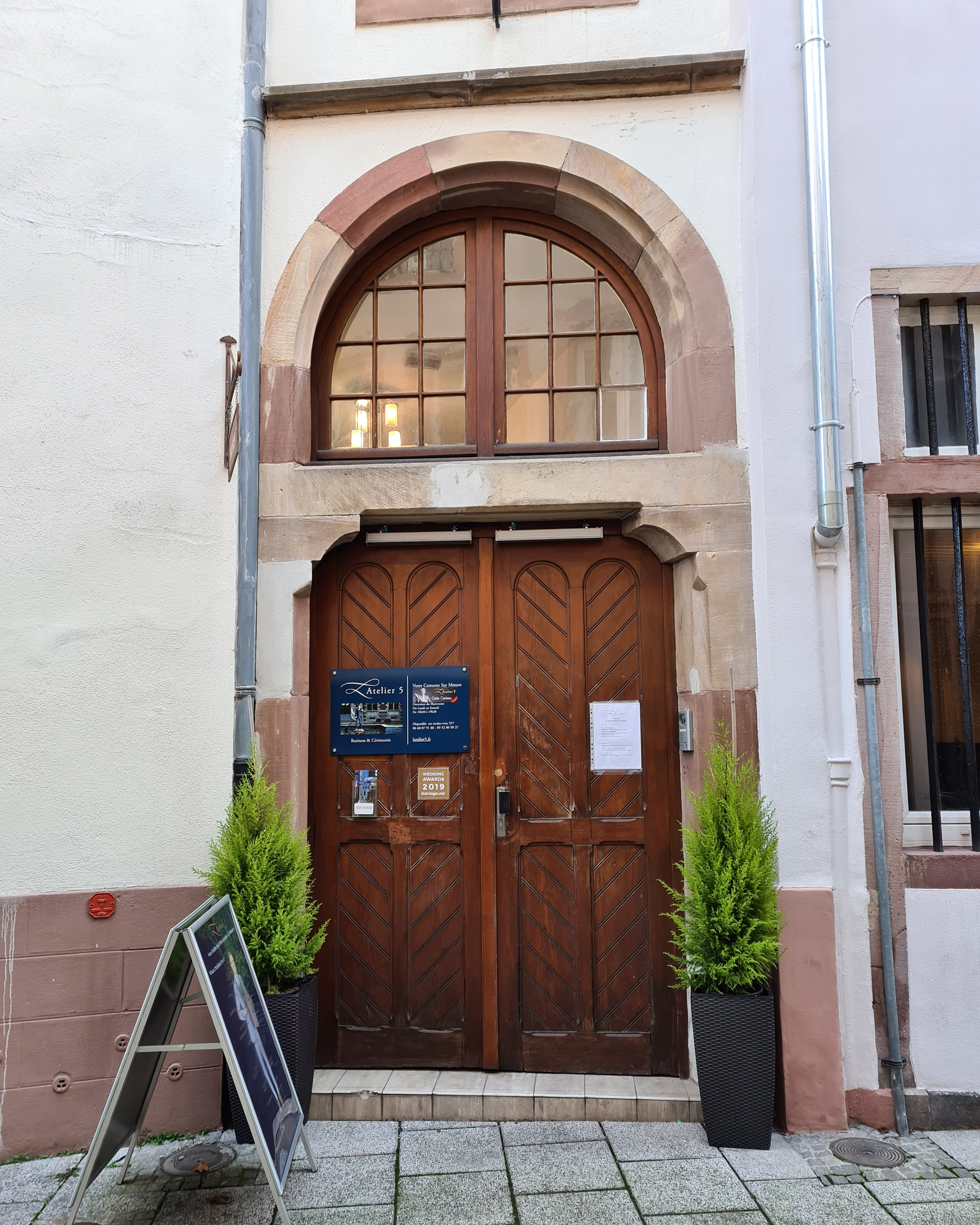

no 6 (ancien no 4)La maison a probablement été reconstruite en 1746 selon la date inscrite dans l'imposte de la porte d'entrée. Elle a abrité l'un des nombreux cabarets fondés par des traiteurs français, puis un café.
L'ensemble est de style Régence, plutôt sobre, malgré un portail baroque. Les différents niveaux sont soulignés par un cordon mouluré en pierre. Les linteaux des fenêtres sont légèrement cintrés.

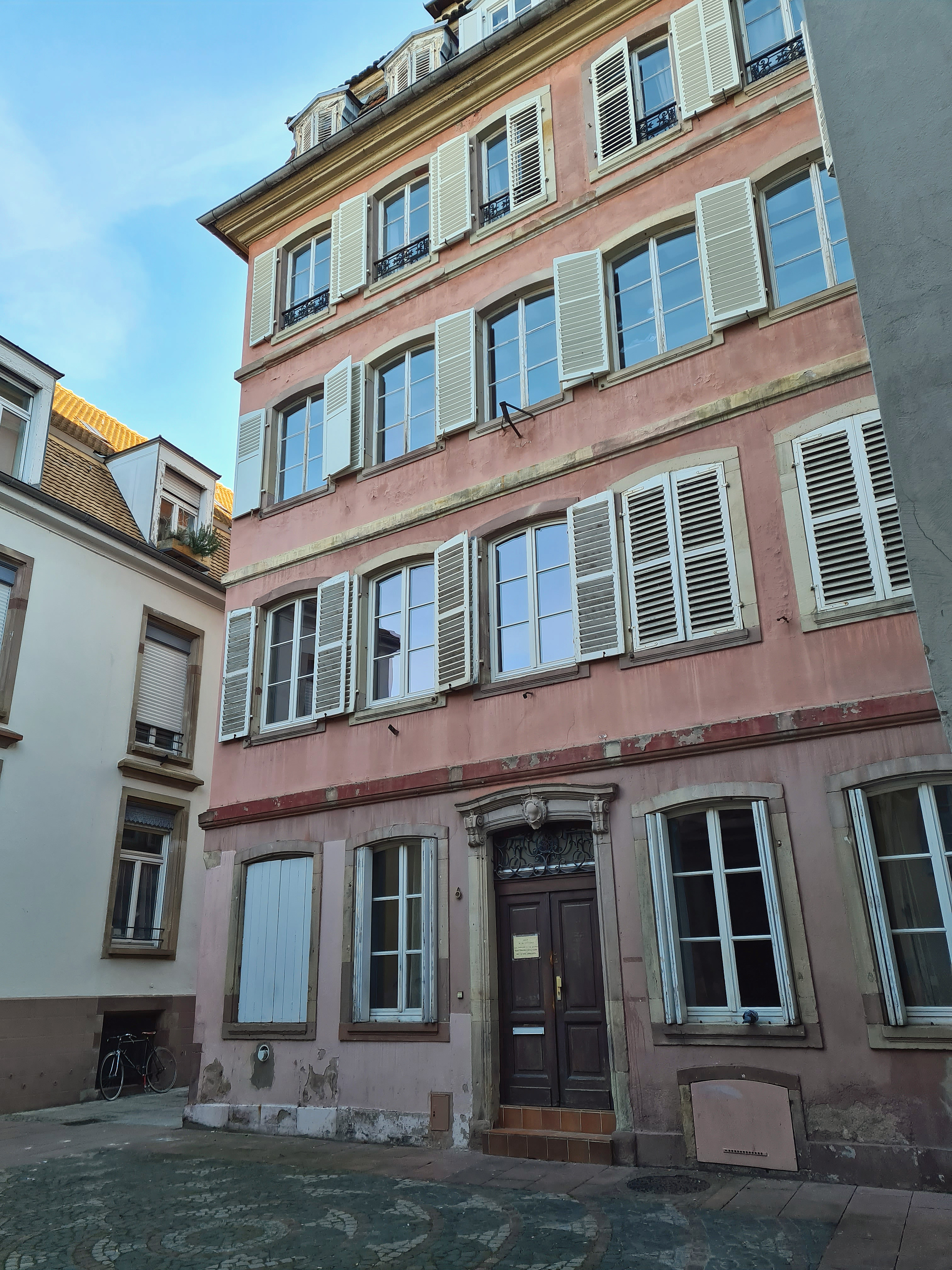
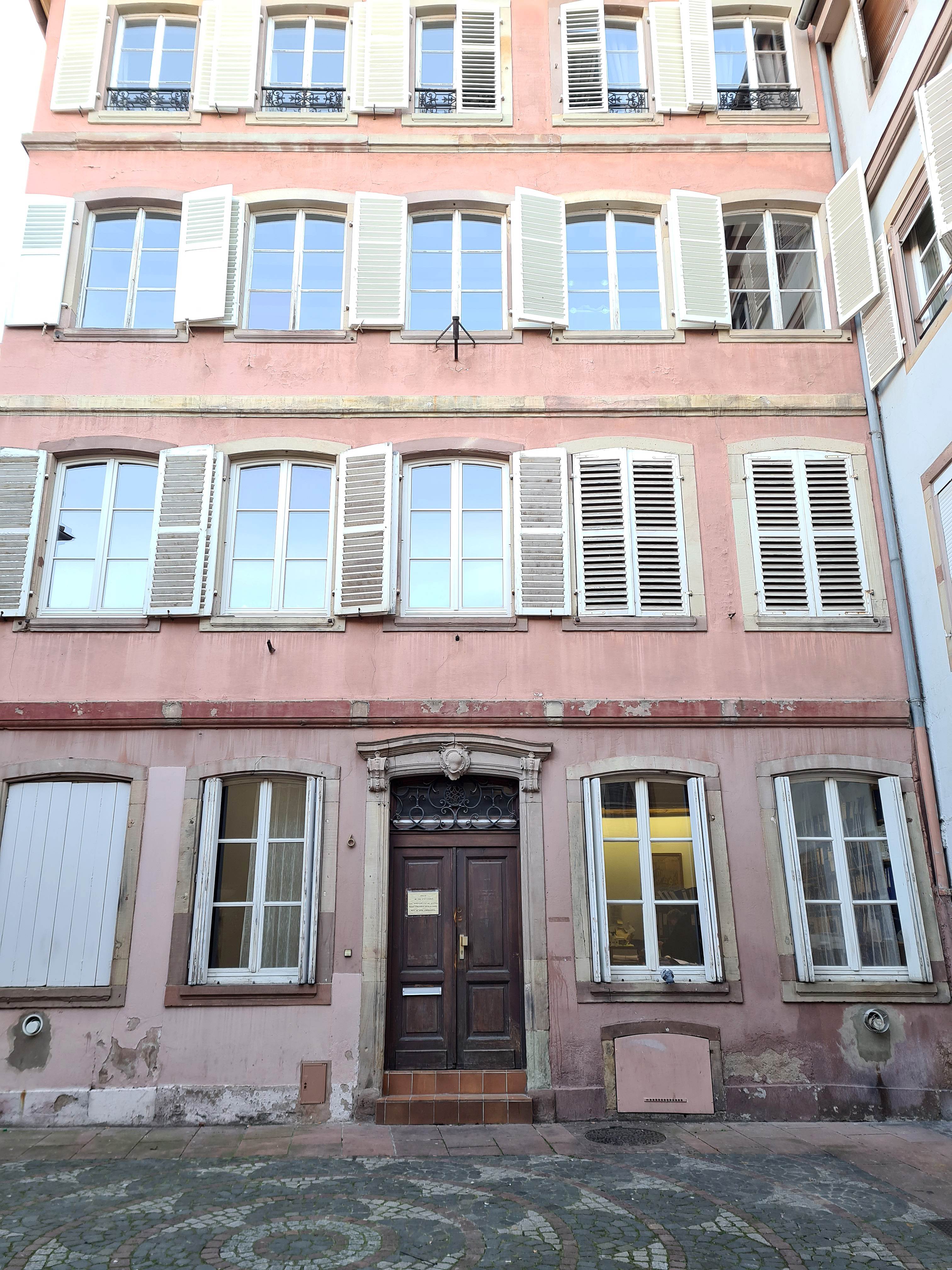

no 8 (ancien no 3)Au XVIIe et au XVIIIe siècle, la maison appartient à des artisans ou à de petits marchands quelquefois aisés. Entièrement transformée en 1758, sa nouvelle architecture adopte les éléments caractéristiques de l'époque : chaînage, appuis de fenêtres galbés, plates-bandes séparant les différents niveaux.

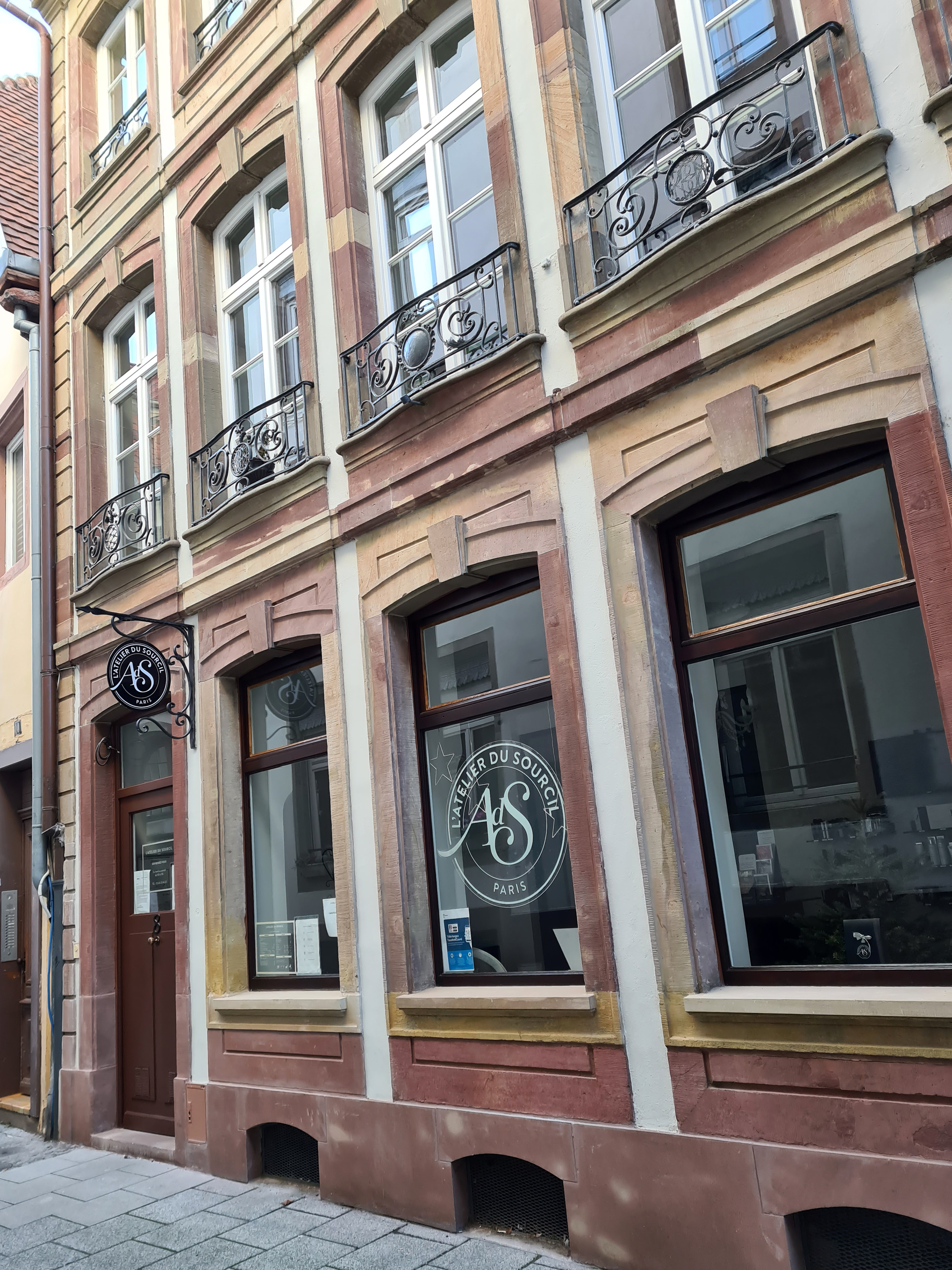
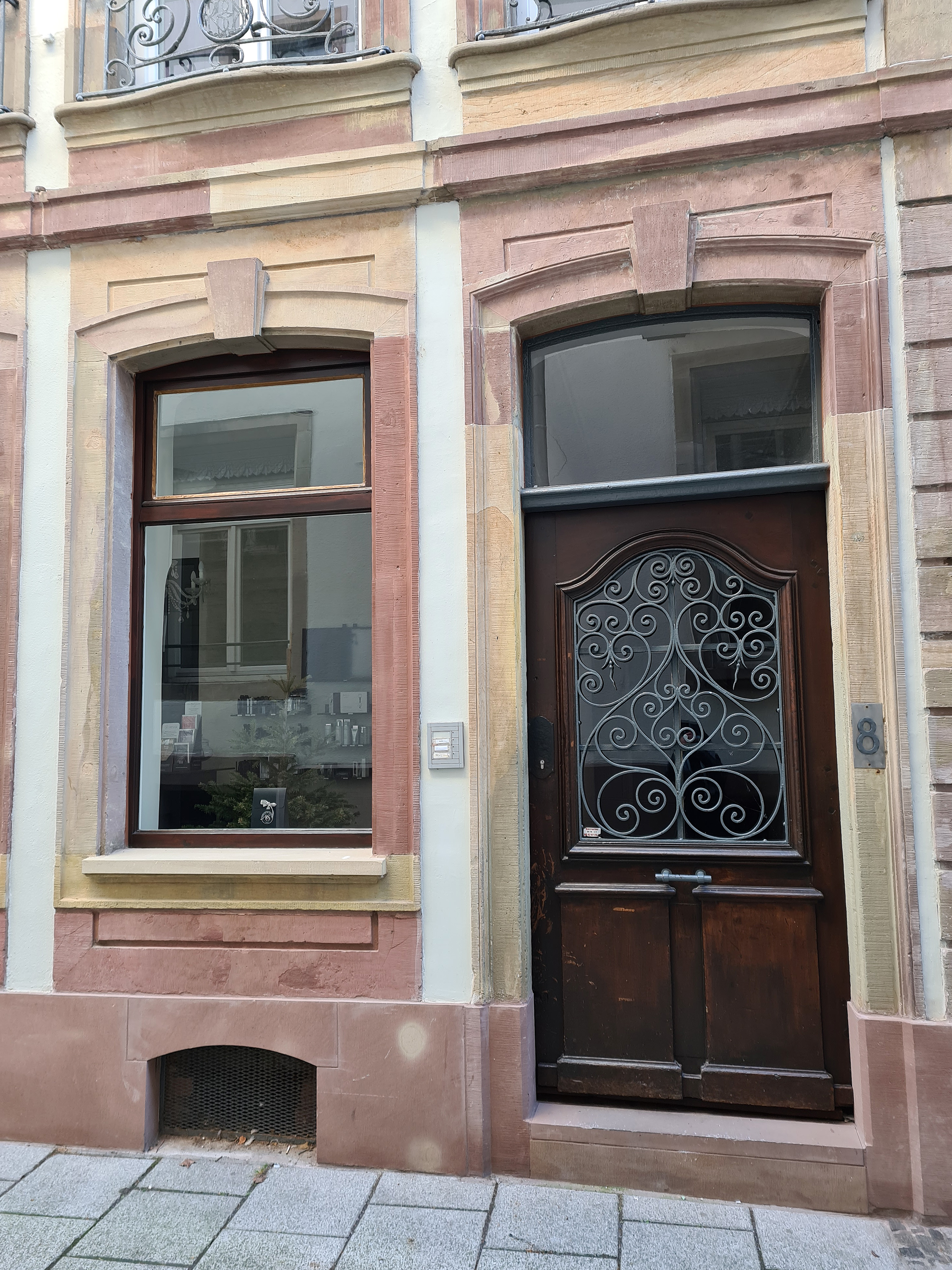

no 10La maison date du XVIIIe siècle.